# Micromelum scandens
Micromelum scandens är en vinruteväxtart som beskrevs av Rechinger. Micromelum scandens ingår i släktet Micromelum och familjen vinruteväxter. Inga underarter finns listade i Catalogue of Life.